# (2136) Jugta
(2136) Jugta (1933 OC) – planetoida z pasa głównego asteroid okrążająca Słońce w ciągu 5,25 lat w średniej odległości 3,02 au. Odkryta 24 lipca 1933 roku.